# STS-58
إس تي إس-58 (بالإنجليزية: STS-58)‏ الرحلة السابعة والخمسون ضمن برنامج مكوك الفضاء لوكالة ناسا، والرحلة الخامسة عشر على متن مكوك الفضاء كولومبيا، انطلقت الرحلة في 18 أكتوبر 1993 من مركز كينيدي للفضاء، وهبطت بتاريخ 1 نوفمبر في قاعدة إدواردز الجوية، بعد أربع عشرة يوماً مكثتها الرحلة في الفضاء، الهدف من الرحلة إجرآء تجارب لقياس الآثار الفسيولوجية في الرحلات، ومعرفة كيفية تكيف الجسم البشري في ظل انعدام الوزن في الفضاء. وركزت التجارب على أنظمة القلب والأوعية الدموية في جسم الإنسان، في تجارب أجريت على طاقم المكوك، وعلى عدد من الحيوانات التي تم اصطحبها (48 فئراً) وضعت في 24 من الأقفاص الخاصة، بلغ عدد الرواد المشاركين في الرحلة سبعة رواد.